# Манчестер-Кортс
Манчестер-Кортс (англ. Manchester Courts), відомий також як MLC Building — комерційний багатоповерховий будинок в міському центрі Крайстчерча на Південному острові Нової Зеландії. Побудований в період з 1905 по 1906 роки для компанії New Zealand Express Company, до 1967 року ця будівля була найвищим в Крайстчерчі. Будівля вважалася історичною (першої категорії) і перебувала у віданні Фонду з охорони історичних місць Нової Зеландії. Будівля отримала суттєві пошкодження в результаті землетрусу 2010 року, була визнана непридатною до експлуатації та такою, що підлягає знесенню. Демонтаж будівлі розпочався 19 жовтня 2010 року і був закінчений в лютому 2011 року.

## Історія
Будівля Манчестер-Кортс була введена в експлуатацію під управлінням транспортної компанії New Zealand Express Company, штаб-квартира якої розташована в Данідіні, а офіси — на території всієї Нової Зеландії. Ця компанія займалася митними питаннями, експедуванням вантажів, звичайної та експрес-доставкою. До початку XX століття компанія стала основним роботодавцем Нової Зеландії.
New Zealand Express Company найняла архітекторів з компанії Sidney and Alfred Luttrell для проєктування нової будівлі в Крайстчерчі, в якому повинна була розміститися штаб-квартира компанії. Sidney and Alfred Luttrell проживали в Новій Зеландії з 1902 року і добре зарекомендували себе, представивши в Новій Зеландії стиль чиказької архітектурної школи в поєднанні з елементами едвардіанської архітектури. Брати Латтрелл працювали та над іншими будівлями для New Zealand Express Company, в тому числі над будівлею New Zealand Express House (1908 рік). Нині цей будинок, що має багато спільного з Манчестер-Кортс, відомий як Consultancy House. Він розташований на Прінсес-стріт в Данідіні і вважається першим міським хмарочосом.
Від 1991 року будинок перебував у віданні Фонду з охорони історичних місць Нової Зеландії і було класифіковано в Категорію I історичних будівель. У період з 1986 по 1987 роки будівля була оновлена, а її парапет був облицьований сталлю.

## Конструкція будівлі
Будівля Манчестер-Кортс, конструкція якої була посилена сталлю, вважалася першою будівлею в Крайстчерчі, що була зведена за цією технологією. Цоколь і два нижні поверхи будівлі були виконані із залізобетону. На верхніх п'яти поверхах були зведені зовнішні несучі цегляні колони, виконані без посилення. Усередині будівля мала сталевий каркас.

## Руйнування та демонтаж
Манчестер-Кортс серйозно постраждала під час землетрусу 4 вересня 2010 року. Цегляні колони будівлі сильно потріскалися на рівні третього і четвертого поверхів, цілісність цегляної кладки була порушена. На думку інженерів Новозеландського суспільства сейсмостійкого будівництва, це сталося в результаті перенесення навантаження з залізобетону на колони, які не мають посилення, і втрати бічної підтримки на рівні двох поверхів з південного боку будівлі. Діагональні тріщини на верхньому поверсі будівлі свідчили про пошкодження, отримані в результаті впливу торсіонних сил.
Будівлю Манчестер-Кортс було визнано небезпечною і вона стала одним з двох історичних будівель в міському центрі Крайстчерча, запропонованих міською Радою до негайного знесення вже 7 вересня, через три дні після землетрусу. Втім, це рішення було скасовано кілька годин потому, коли власник будівлі запропонував проведення робіт по демонтажу будівлі протягом декількох тижнів. Навколо будівлі була утворена зона безпеки шириною в 60 метрів.
Доля будівлі Манчестер-Кортс привернула увагу засобів масової інформації. Телеканал TV One зробив сюжет про прийняття рішення про знесення будівлі ключовим у вечірньому випуску новин.
Ентузіасти збереження історичної спадщини та інші представники громадськості виступили проти знесення будівлі, мотивуючи це тим, що цегляні колони можуть бути укріплені сталлю, а Рада повинна отримати власний інженерний звіт і не покладатися тільки на звіт, наданий компанією-власником будівлі. У цьому звіті надавалися докази про подальші руйнування в результаті повторних підземних поштовхів і настійно потрібно приступити до термінового знесення будівлі з огляду на те, що спостерігалися ознаки остаточного руйнування будівлі невдовзі.
Проте, 6 жовтня 2010 року члени міської Ради Крайстчерча проголосували десятьма голосами «за» і двома «проти» того, що будівля несе загрозу безпеці та, внаслідок цього, має бути знесена. При цьому головний виконавчий директор Ради був наділений повноваженнями на видачу ордера на знесення, що дозволяло уникнути звичайної процедури узгодження, яка може займати до 18 місяців. Видача такого ордера на знесення регламентована статтею 129 «Закону про будівлі» 2004 року (англ. Building Act 2004), в якій мовиться, що ордер може бути виданий у разі «безпосередньої загрози для безпеки людей». Отже, процедура узгодження для знесення Манчестер-Кортс не була потрібна.
Демонтаж будівлі розпочався 19 жовтня 2010 і був практично завершений в січні 2011 року. Будівля, значно ослаблена після демонтажу ключових несучих елементів, вистояла після декількох великих повітряних і сейсмічних поштовхів, і не завалилася.
Під час демонтажу будівлі противники знесення заявляли, що в їх розпорядженні є фотографії, на яких видно, що будівля дійсно містить значну кількість сталевої арматури. Однак власник будівлі заявив, що насправді арматури було виявлено менше, ніж очікувалося, і мер Крайстчерча залишився при своєму рішенні про демонтаж будівлі.